# Keefe Brasselle
Keefe Brasselle (n. 7 februarie 1923, Elyria⁠(d), Ohio, SUA – d. 7 iulie 1981, Downey, California, SUA) a fost un actor american.   Este cel mai cunoscut pentru rolul principal jucat în filmul  The Eddie Cantor Story (1953). 

## Filmografie
| An   | Titlu                                   | Rol                          | Note                      |
| ---- | --------------------------------------- | ---------------------------- | ------------------------- |
| 1942 | USS VD: Ship of Shame                   | Chicken                      | Nemenționat               |
| 1944 | Janie                                   | Soldier                      | Nemenționat               |
| 1944 | Three Little Sisters                    | Soldier                      | Nemenționat               |
| 1945 | River Gang                              | Johnny                       |                           |
| 1947 | Bells of San Angelo                     | Ignacio                      | Nemenționat               |
| 1947 | Repeat Performance                      | Delivery Boy                 | Nemenționat               |
| 1947 | Killer at Large                         | Copy Boy                     | Nemenționat               |
| 1947 | Heartaches                              | Gus. Prop Boy                | Nemenționat               |
| 1947 | Railroaded!                             | Cowie Kowalski               |                           |
| 1947 | T-Men                                   | Ocean Park Hotel Desk Clerk  | Nemenționat               |
| 1948 | The Babe Ruth Story                     | Call Boy                     | Nemenționat               |
| 1949 | Not Wanted                              | Drew Baxter                  |                           |
| 1950 | Never Fear                              | Guy Richards                 |                           |
| 1950 | Dial 1119                               | Skip                         |                           |
| 1951 | A Place in the Sun (Un loc sub soare)   | Earl Eastman                 |                           |
| 1951 | Bannerline                              | Mike Perrivale               |                           |
| 1951 | The Unknown Man                         | Rudi Wallchek                |                           |
| 1951 | It's a Big Country                      | Sgt. Maxie Klein             |                           |
| 1952 | Skirts Ahoy!                            | Dick Hallson                 |                           |
| 1953 | The Eddie Cantor Story                  | Eddie Cantor                 |                           |
| 1954 | Three Young Texans                      | Tony Ballew                  |                           |
| 1955 | Mad at the World                        | Sam Bennett aka Bill Holland |                           |
| 1955 | Bring Your Smile Along                  | Martin 'Marty' Adams         |                           |
| 1956 | Battle Stations                         | Chris Jordan                 |                           |
| 1957 | West of Suez                            | Brett Manders                |                           |
| 1958 | Death Over My Shoulder                  | Jack Regan                   |                           |
| 1973 | Black Gunn                              | Winman                       |                           |
| 1975 | If You Don't Stop It... You'll Go Blind | Rolul său                    | (ultimul său rol de film) |